# Escleritis
L'escleritis és una malaltia inflamatòria greu que afecta la capa externa blanca de l'ull, coneguda com a escleròtica. La malaltia sovint es contrau per associació amb altres malalties sistèmiques, com la granulomatosi amb poliangitis o l'artritis reumatoide. Hi ha tres tipus d'escleritis: l'escleritis difusa (la més comuna), l'escleritis nodular i l'escleritis necrotitzant (la més greu). L'escleritis pot ser el primer símptoma de l'aparició de la malaltia del teixit connectiu

## Signes i símptomes
Els símptomes de l'escleritis inclouen:
- Envermelliment de l'escleròtica i de la conjuntiva, de vegades canviant a una tonalitat porpra
- Dolor ocular intens, que pot irradiar a la templa o la mandíbula. El dolor sovint es descriu com a profund o avorrit.
- Fotofòbia i llagrimeig
- Disminució de l'agudesa visual, possiblement conduint a la ceguesa

El dolor de l'episcleritis és menys greu que en l'escleritis. En la hiperèmia, hi ha un augment visible del flux sanguini cap a l'escleròtica (hiperèmia), que explica l'envermelliment de l'ull. A diferència de la conjuntivitis, aquest envermelliment no es mourà amb una pressió suau a la conjuntiva. A més a més, quan l'escleritis vingui donada per una malaltia sistèmica aparéixeran els símptomes característics d'aquesta.

## Etiologia
Les causes de l'escleritis en un 50% dels casos van associats a malalties autoimmunes sistèmiques. Les més freqüents són l'artritis reumatoide, la granulomatosi associada a ANCA amb poliangitis (GPA), la policondritis recurrent i el lupus eritematós sistèmic. L'escleritis pot ser causada per altres entitats menys freqüent, com ara una infecció local o sistèmica, trauma, fàrmacs específics, irradiació o malignitat.

## Fisiopatologia
Com que hi ha diferents formes d'escleritis, la fisiopatologia també és variada. L'escleritis associada a la malaltia autoimmune es caracteritza per una necrosi zonal de l'escleròtica envoltada d'inflamació granulomatosa i vasculitis. Es pot trobar material fibrinoide eosinòfil al centre del granuloma. Aquests ulls poden presentar vasculitis amb necrosi fibrinoide i invasió de neutròfils de la paret del vas.
Hi ha un augment de cèl·lules inflamatòries incloses les cèl·lules T de tot tipus i els macròfags. Les cèl·lules T i els macròfags tendeixen a infiltrar-se al teixit epiescleral profund amb grups de cèl·lules B a les zones perivasculars. Pot haver-hi una resposta immune mediada per cèl·lules, ja que hi ha una expressió augmentada de HLA-DR, així com una major expressió del receptor IL-2 a les cèl·lules T. Les cèl·lules plasmàtiques poden estar implicades en la producció de metaloproteinases de matriu i TNF-alfa. En l'escleritis necrotitzant idiopàtica, pot haver-hi petits focus de necrosi escleral i principalment inflamació no granulomatosa amb cèl·lules principalment mononuclears (limfòcits, cèl·lules plasmàtiques i macròfags). Es poden trobar microabscessos a més de la inflamació necrotitzant en l'escleritis infecciosa. La vasculitis no és prominent en l'escleritis no necrotitzant.

## Diagnòstic diferencial
Davant de la presència d’un ull vermell, en el diagnòstic diferencial s'ha de tenir en compte la queratitis, la conjuntivitis, la uveïtis anterior, l'escleritis i l'episcleritis, sent el diagnòstic diferencial principal entre les dos últimes patologies.
La disminució de l'agudesa visual en una queratitis s'acostuma a donar en fases més precoces que no en una escleritis. Com la còrnia es troba afectada i no és totalment transparent, afecta a l’agudesa visual, a més a més el dolor que presentaria seria tant característic per la falta d’epiteli que gairebé no podria obrir l’ull. Però, tot i així, aquesta entitat es pot descartar amb la làmpada de fenedura. Si el test de fluoresceïna és negatiu, significarà que no hi ha defecte epitelial i es podria descartar una queratitis 
Pel que fa a la uveïtis anterior, aquesta també es sol presentar amb una disminució de l’agudesa visual lleu, deguda a una pèrdua de transparència de l’humor aquós. Aquesta pèrdua de transparència ve donada per una precipitació de proteïnes i cèl·lules que produeixen el que es coneix amb el nom d’efecte tyndall, el qual també es pot observar amb la làmpada de fenedura. Tampoc presenta sinèquies pupil·lars, típiques d’aquesta patologia, ni precipitats queràtics. A més a més, es sol associar a una miosis hiporreactiva i una pressió intraocular disminuïda. Tot i així, el fet de presentar símptomes sistèmics sí que és característic de la uveïtis anterior, la qual està relacionada amb malalties reumatològiques i d'altres malalties sistèmiques, com en alguns casps de escleritis. Mencionar també, que tant la queratitis com la uveïtis anterior, solen presentar una forma d’hiperèmia específica que s'anomena injecció ciliar, situada al voltant de l’iris, en la unió entre la còrnia i l'esclera. Podrem descartar també la uveïtis anterior si no observem dos dels signes destacables d’aquesta entitat, el primer el signe de Tyndall, que consisteix en la presència de partícules col·loïdals en suspensió (que són proteïnes i cèl·lules) quan es fa passar un raig de llum a través de la càmera anterior de l’ull. I l’altre signe destacable és la presència de precipitats queràtics, que són un cúmul de macròfags o cèl·lules gegants dipositats i adherits en el endoteli cornial i que donen un aspecte grisós.

### Escleritis i Epiescleritis[6]
D’altre banda, hem de pensar també amb la patologia escleral, l'escleritis i l'episcleritis. Aquesta última és una inflamació localitzada, benigna i autolimitada que es caracteritza per injecció de vasos episclerals superficials. Sol curar espontàniament als 10-15 dies i tendeix a la recidiva. La majoria de casos d’episcleritis són idiopàtics i per definició no es solen associar a malalties sistèmiques. L'episcleritis nodular es caracteritza com uns granets que apareixen junt al limbe esclerocornial. Les molèsties que sol presentar són lleus o inclús el pacient pot estar asimptomàtic. En canvi, l'escleritis és una entitat més greu, que es caracteritza per la dilatació dels vasos epiesclerals profunds, on els pacients es presenten amb dolor i una lesió profunda més violàcia. També es poden observar zones d’aprimament escleral degudes a previs brots d’escleritis, que enlloc de veure’s blancs, es veurien d’un color més grisós. Aquesta sí que freqüentment s'associa amb malalties sistèmiques. Per a diferenciar entre l'escleritis i la epiescleritis, s'utilitza el test de la fenilefrina tòpica. Es tracta d’un vasocontrictor que quan s'instil·la, blanqueja la conjuntiva, la càpsula de Tenon i la epiesclera, però en canvi no blanqueja l'esclera, ja que la fenilefrina es queda en la superfície i actuarà sobre els vasos de la epiescleritis, però no sobre els vasos de l'escleritis que són massa profunds.

## Diagnòstic
El diagnòstic d'escleritis és clínic. Tanmateix, sovint són necessàries les proves de laboratori per descobrir qualsevol teixit connectiu i malaltia autoimmune associada, a més a més de les proves que s'han esmentat en el punt de diagnòstic diferencial per fer el despistatge amb altres patologies oculars, com la prova de la fenilefrina tòpica.
L'ecografia B-scan i la ressonància magnètica orbital (MRI) poden utilitzar per a la detecció d'escleritis posterior. Els canvis ecogràfics inclouen engrossiment escleral i coroïdal, nòduls esclerals, beina del nervi òptic distensió, líquid a la càpsula de Tenon o despreniment de retina.
Com que l'escleritis pot ocórrer associada a malalties sistèmiques, l'estudi de laboratori pot ser extens. Les malalties autoimmunes del teixit connectiu de l'artritis reumatoide, el lupus, les espondilartropaties seronegatives i les vasculitis com la granulomatosi amb poliangeitis i la poliarteritis nodosa s'observen amb més freqüència. A més de l'examen físic complet, els estudis de laboratori haurien d'incloure l'avaluació de la pressió arterial, la funció renal i la resposta en fase aguda. Les proves de laboratori inclouen un recompte sanguini complet (CBC), velocitat de sedimentació eritròcica (ESR) o proteïna C reactiva (PCR), screening d'autoanticossos sèrics (inclosos anticossos antinuclears, anticossos anti-ADN, factor reumatoide, anticossos citoplasmàtics, antineutròfils, anàlisi d'orina, serologia de la sífilis) detecció sèrica d'àcid úric i sarcoidosi.

## Tractament

### Farmacològic
En casos lleus a moderats d'escleritis, es poden prescriure fàrmacs antiinflamatoris no esteroidals (AINE) com indometacina o ibuprofèn per alleujar el dolor. Els glucocorticoides sistèmics com la prednisolona es poden utilitzar si els AINE són inadequats o si l'escleritis és posterior o necrotitzant. Les injeccions perioculars d'esteroides es poden utilitzar en l'escleritis no necrotitzant, però està contraindicada en la malaltia necrotitzant. Si el control de la malaltia és inadequat només amb esteroides, es poden considerar immunosupressors (per exemple ciclofosfamida, azatioprina, metotrexat) i/o immunomoduladors per al tractament. En l'escleritis infecciosa, si s'identifica un agent infecciós, es poden prescriure antibiòtics tòpics o sistèmics.

### Quirúrgic
La cirurgia pot estar indicada si hi ha una perforació escleral o un aprimament escleral excessiu.Es poden utilitzar lents de contacte amb embenat o cola corneal per reparar el teixit corneal danyat de l'ull i preservar la visió del pacient. Si no es tracta, l'escleritis pot causar ceguesa.